# Temelucha tobiasi
Temelucha tobiasi là một loài tò vò trong họ Ichneumonidae.